# Tier list

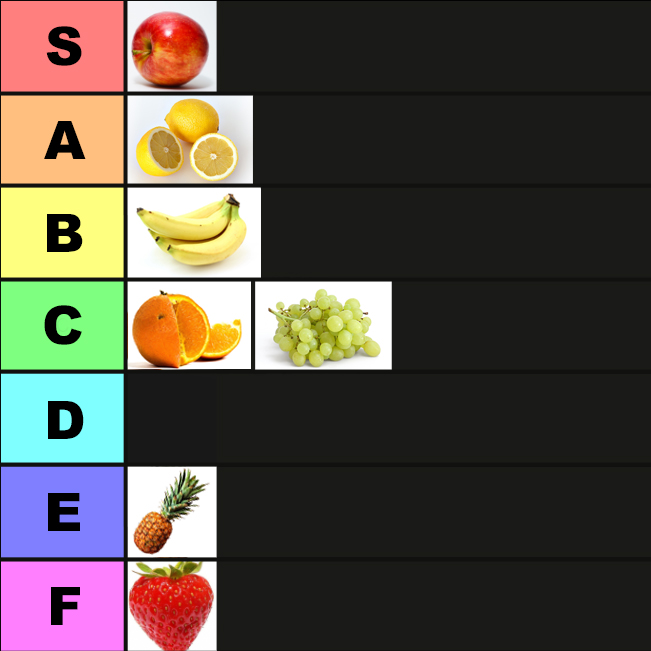
ejemplo de una Tier List que clasifica subjetivamente algunas frutas según la opinión personal de quien la creó

Una Tier list, o lista de niveles en español, es una lista que categoriza un grupo de ítems interrelacionados, agrupándolos por "niveles" (tiers) de peor a mejor. Su uso original y convencional es el de clasificar elementos de un videojuego (personajes jugables, objetos, habilidades, etc.) ordenándolos subjetivamente según su viabilidad respectiva en entornos competitivos de alto nivel; sin embargo, las clasificaciones pueden seguir cualquier tipo de criterio. Los ítems que figuran en la parte superior de una lista de niveles se consideran "superiores" a los de menor clasificación y suelen estar dentro de rangos ordenados alfabéticamente, con excepción a la 'S', que suele estar por encima de la 'A'. Las listas de niveles son más populares en videojuegos competitivos, ya sean juegos de lucha como las series Street Fighter y Super Smash Bros, títulos del tipo MOBA como League of Legends y Dota 2, o Hero Shooters como Overwatch y Paladins.

## Metodología
Cuando un juego competitivo recibe una actualización, surge la pregunta de cómo los cambios en el juego afectarán la lista de niveles. Incluso cuando no se produjeron cambios de equilibrio, la inclusión de nuevos personajes o nuevos sistemas puede afectar las listas de niveles. En los juegos de lucha, la fuerza de un personaje siempre se mantiene en relación con la de otros personajes, lo que significa que algo que es fuerte en un juego de lucha no tiene por qué serlo necesariamente en otro. El metajuego puede cambiar con el tiempo a medida que se cambien las estrategias dominantes utilizando personajes menos populares.
Las clasificaciones de niveles se suelen listar utilizando letras. La comunidad competitiva que rodea a Guilty Gear Xrd, por ejemplo, clasifica a los personajes como 'S', 'S-', 'A+' y 'A', donde los 'niveles S' son particularmente poderosos y los 'niveles A' son más débiles. Los principales sitios web de noticias de videojuegos como The Daily Dot y Kotaku pueden publicar sus propias listas de niveles para juegos populares. El nivel 'S' puede significar "Excelente" o "Super" y puede originarse en la calificación académica en Japón.
Para un juego como Super Smash Bros. Melee, que se lanzó en 2001 y no se ha actualizado desde entonces pero que sigue siendo popular en la configuración de torneos, los personajes originalmente dominados permanecen así, debido a su incapacidad para recibir actualizaciones de equilibrio de personajes. Las diferentes versiones del juego también pueden tener diferentes listas de niveles. El sitio web Smashboards basa sus listas de niveles anuales para la serie Super Smash Bros. en los resultados de las encuestas.

## Impacto
Al escribir para Kotaku, Maddy Myers señaló que los personajes que se consideran de nivel bajo tienen una ventaja sobre los personajes de niveles más altos, ya que los jugadores tienen menos experiencia tratando con personajes de nivel bajo y, a menudo, los subestiman. Myers afirmó que "el elemento sorpresa solo puede llevarte hasta cierto punto, pero sigue siendo un activo innegable. Y uno que disfruta el tercio inferior de cada lista de niveles". Los personajes que ya son populares también pueden subir en las listas de niveles porque los jugadores de alto nivel establecen y repiten sus combos y técnicas. Myers también señaló que las listas de niveles son menos útiles en los juegos en equipo, porque los roles de los personajes y la composición del equipo introducen un conjunto complejo de variables.